# 藤原憲征
藤原 憲征（ふじわら のりゆき、1979年〈昭和54年〉7月31日 - ）は、新潟県西蒲原郡弥彦村出身の競輪選手。日本競輪学校（当時。以下、競輪学校）第85期生。藤原実（競輪学校第26期生）は実父であり師匠。藤原亜衣里（競輪学校第102期生）は実妹であり弟子。弟子はほかに中川諒子（競輪学校第102期生）などがいる。

## 来歴
新潟県立吉田商業高校時代の1997年（平成9年）、全国高等学校総合体育大会自転車競技大会（インターハイ、向日町競輪場）のスプリントで優勝。また、同年の全国都道府県対抗自転車競技大会のスプリントでも優勝。さらにジュニア世界選手権自転車競技大会のオリンピックスプリントで5位に入った。これら一連の実績を称えられ、同年度の新潟日報スポーツ賞を受賞した。
その後、競輪学校に入校。在校競走成績は27位（24勝）。2000年（平成12年）8月8日、ホームバンクの弥彦競輪場でデビューし初勝利。その後2日間も勝利し完全優勝。2001年（平成13年）、ルーキーチャンピオンレース（小倉）で2着、2003年（平成15年）、ヤンググランプリ（京王閣）で3着に入った。
その後、2004年（平成16年）の東日本王座決定戦（花月園、4着）、2006年（平成18年）の日本選手権競輪（立川、5着）、2008年（平成20年）の日本選手権競輪（静岡、4着）でそれぞれ決勝に進出した。
2019年4月30日、平成最後の競輪レースとなった松山ミッドナイトFII7RのA級決勝戦で勝利（優勝）した。